# Municipio de Belvidere (Míchigan)
El municipio de Belvidere (en inglés: Belvidere Township) es un municipio ubicado en el condado de Montcalm en el estado estadounidense de Míchigan. En el año 2010 tenía una población de 2209 habitantes y una densidad poblacional de 23,69 personas por km².

## Geografía
El municipio de Belvidere se encuentra ubicado en las coordenadas 43°25′23″N 85°8′39″O / 43.42306, -85.14417. Según la Oficina del Censo de los Estados Unidos, el municipio tiene una superficie total de 93.25 km², de la cual 89,67 km² corresponden a tierra firme y (3,84 %) 3,58 km² es agua.

## Demografía
Según el censo de 2010, había 2209 personas residiendo en el municipio de Belvidere. La densidad de población era de 23,69 hab./km². De los 2209 habitantes, el municipio de Belvidere estaba compuesto por el 96,74 % blancos, el 0,27 % eran afroamericanos, el 0,72 % eran amerindios, el 0,05 % eran asiáticos, el 0,41 % eran de otras razas y el 1,81 % eran de una mezcla de razas. Del total de la población el 2,13 % eran hispanos o latinos de cualquier raza.